# Bhimsthan
Bhimsthan (nep. भिमस्थान) – gaun wikas samiti w środkowej części Nepalu w strefie Dźanakpur w dystrykcie Sindhuli. Według nepalskiego spisu powszechnego z 2001 roku liczył on 1018 gospodarstw domowych i 5773 mieszkańców (2932 kobiet i 2841 mężczyzn).